# Mistrzostwa Gruzji w piłce nożnej mężczyzn
Mistrzostwa Gruzji w piłce nożnej mężczyzn (gruz. საქართველოს ფეხბურთის ჩემპიონატი, Sakartwelos pechburtis czempionati) – rozgrywki piłkarskie, prowadzone cyklicznie – corocznie lub co sezonowo (na przełomie dwóch lat kalendarzowych) – mające na celu wyłonienie najlepszej męskiej drużyny w Gruzji.

## Historia
Mistrzostwa Gruzji w piłce nożnej oficjalne rozgrywane są od 1992 roku. Obecnie rozgrywki odbywają się w wielopoziomowych ligach: Erownuli Liga, Erownuli Liga 2, Liga 3 oraz niższych klasach regionalnych.
W 1906 roku w Tbilisi powstał pierwszy gruziński klub piłkarski Szewardeni Tbilisi, a potem następne. Po rewolucji październikowej 1917 w Rosji Gruzja została zajęta przez Armię Czerwoną. 25 lutego 1921 została utworzona Gruzińska SRR, która była częścią państwa radzieckiego przed powstaniem ZSRR 30 grudnia 1922, od 12 marca 1922 razem z Armenią i Azerbejdżannem wchodziła w skład ZSRR jako część Zakaukaskiej Federacyjnej SRR, a 5 grudnia 1936 weszła w skład ZSRR bezpośrednio.
Pierwsza edycja mistrzostw Zakaukaskiej FSRR startowała w sezonie 1924, w której 3 drużyny z republik zakaukaskich walczyły o tytuł mistrza. Jednak w pierwszej edycji mistrz nie został wyłoniony. W kolejnych dwóch edycja 1926 i 1927 reprezentacja Azerbejdżańskiej SRR zdobyła mistrzostwo Zakaukaskiej FSRR, a potem królowała Gruzja. Następnie rozgrywki z przerwami organizowane były do 1935 roku. 
W 1927 po raz pierwszy startowały mistrzostwa wśród miast. W następnym roku reprezentacje miast ponownie walczyły o tytuł mistrza Gruzińskiej SRR, a potem nie były rozgrywane. Dopiero w 1936 mistrzostwa Gruzińskiej SRR zostały wznowione i były rozgrywane spośród drużyn towarzystw sportowych pomiędzy gruzińskimi zespołami, które nie uczestniczyli w rozgrywkach Mistrzostw ZSRR. W sezonie 1941 mistrzostwa Gruzińskiej SRR zostały zawieszone tak jak w końcu czerwca nastąpiła okupacja niemiecka. W 1945 ponownie startują mistrzostwa Gruzińskiej SRR. To nie były pełnowartościowe mistrzostwa tak jak najlepsze kluby kraju uczestniczyły w mistrzostwach ZSRR.
Po założeniu gruzińskiej federacji piłkarskiej – GFF 15 lutego 1990 roku, rozpoczął się proces zorganizowania pierwszych rozgrywek o mistrzostwo Gruzji. Na początku 1990 roku GFF podjął decyzję o wycofaniu się z Federacji Piłki Nożnej ZSRR i do przeprowadzenia niezależnego mistrzostwa z udziałem najsilniejszych zespołów w kraju. Ten turniej uważany jest za pierwsze niezależne mistrzostwo Gruzji, chociaż Gruzja ogłosiła niepodległość dopiero rok później, 9 kwietnia 1991 roku.
W sezonie 1990 startowała pierwsza edycja rozgrywek o mistrzostwo kraju. W Umaglesi Liga (pol. Wyższa Liga) 18 drużyn walczyło systemem ligowym o tytuł mistrza kraju. Rozgrywki zarządzane przez Profesjonalną Ligę Piłki Nożnej Gruzji. W 2017 liga przyjęła obecną nazwę Erownuli Liga (pol. Narodowa Liga).

## Mistrzowie i pozostali medaliści
Nieoficjalne

### Mistrzostwa Zakaukaskiej FSRR oraz Gruzińskiej SRR
| 1922–1991 | Mistrzostwa ZSRR |

| Sezon | K | K | T | Mistrz                 | Wicemistrz             | III miejsce           | Br. | Król strzelców | Uwagi                                      |
| Mistrzostwa Zakaukaskiej FSRR w piłce nożnej (ros. Чемпионат Закавказской СФСР по футболу)                                      |   |   |   |                        |                        |                       |     |                |                                            |
| 1924 |   |   |   |                        |                        |                       |     |                | nie wyłoniono, 3 drużyny                   |
| 1925 |   |   |   |                        |                        |                       |     |                | nie rozgrywano                             |
| 1926 |   |   | 1 | Azerbejdżańska SRR     | ?                      | ?                     | ?   | ?              | 3 drużyny                                  |
| 1927 |   |   | 2 | Azerbejdżańska SRR     | ?                      | ?                     | ?   | ?              | 3 drużyny                                  |
| 1928 |   |   | 1 | Gruzińska SRR          | ?                      | ?                     | ?   | ?              | 3 drużyny                                  |
| 1929–1933 |   |   |   |                        |                        |                       |     |                | nie rozgrywano                             |
| 1934 |   |   | 2 | Gruzińska SRR          | ?                      | ?                     | ?   | ?              | 3 drużyny                                  |
| 1935 |   |   | 3 | Gruzińska SRR          | ?                      | ?                     | ?   | ?              | 3 drużyny                                  |
| Mistrzostwa Gruzińskiej SRR w piłce nożnej (gruz. საქართველოს სსრ ფეხბურთის ჩემპიონატი, Sakartwelos SSR pechburtis czempionati) |   |   |   |                        |                        |                       |     |                |                                            |
| 1927 |   |   | 1 | Batumi XI              | ?                      | ?                     | ?   | ?              | ? drużyn                                   |
| 1928 |   |   | 1 | Tbilisi XI             | ?                      | ?                     | ?   | ?              | ? drużyn                                   |
| 1929–1935 |   |   |   |                        |                        |                       |     |                | nie rozgrywano                             |
| 1936 |   |   | 1 | ZII Tbilisi            | Dinamo Suchumi         | Dinamo Batumi         | ?   | ?              | ? klubów                                   |
| 1937 |   |   | 1 | Lokomotiwi Tbilisi     | ZII Tbilisi            | ?                     | ?   | ?              | ? klubów                                   |
| 1938 |   |   | 1 | Dinamo Batumi          | Biurowini Tbilisi      | Nauka Tbilisi         | ?   | ?              | ? klubów                                   |
| 1939 |   |   | 1 | Nauka Tbilisi          | Kolcheti Poti          | Dinamo Kutaisi        | ?   | ?              | ? klubów                                   |
| 1940 |   |   | 2 | Dinamo Batumi          | CARS Tbilisi           | ?                     | ?   | ?              | ? klubów                                   |
| 1941–1942 |   |   |   |                        |                        |                       |     |                | nie rozgrywano z powodu II wojny światowej |
| 1943 |   |   | 1 | CARS Tbilisi           | Lokomotiwi Tbilisi     | Dinamo Kutaisi        | ?   | ?              | ? klubów                                   |
| 1944 |   |   |   |                        |                        |                       |     |                | nie rozgrywano z powodu II wojny światowej |
| 1945 |   |   | 2 | Lokomotiwi Tbilisi     | ?                      | ?                     | ?   | ?              | ? klubów                                   |
| 1946 |   |   | 1 | Dinamo Kutaisi         | Dinamo Batumi          | Macharadze XI         | ?   | ?              | ? klubów                                   |
| 1947 |   |   | 1 | Dinamo Suchumi         | Dinamo Kutaisi         | Dinamo Batumi         | ?   | ?              | ? klubów                                   |
| 1948 |   |   | 2 | Dinamo Suchumi         | Dinamo Kutaisi         | Dinamo Batumi         | ?   | ?              | ? klubów                                   |
| 1949 |   |   | 1 | Torpedo Kutaisi        | Chaszuri XI            | Dinamo Batumi         | ?   | ?              | ? klubów                                   |
| 1950 |   |   | 1 | TODO Tbilisi           | TTU Tbilisi            | Dinamo Kutaisi        | ?   | ?              | ? klubów                                   |
| 1951 |   |   | 2 | TODO Tbilisi           | TTU Tbilisi            | Dinamo Zugdidi        | ?   | ?              | ? klubów                                   |
| 1952 |   |   | 1 | TTU Tbilisi            | Dinamo Kutaisi         | Dinamo Batumi         | ?   | ?              | ? klubów                                   |
| 1953 |   |   | 2 | TTU Tbilisi            | Dinamo Batumi          | Dinamo Kutaisi        | ?   | ?              | ? klubów                                   |
| 1954 |   |   | 3 | TTU Tbilisi            | Dinamo Batumi          | Dinamo Kutaisi        | ?   | ?              | ? klubów                                   |
| 1955 |   |   | 2 | Dinamo Kutaisi         | TTU Tbilisi            | Dinamo Suchumi        | ?   | ?              | ? klubów                                   |
| 1956 |   |   | 3 | Lokomotiwi Tbilisi     | TTU Tbilisi            | Dinamo Kutaisi        | ?   | ?              | ? klubów                                   |
| 1957 |   |   | 4 | TTU Tbilisi            | Dinamo Kutaisi         | Kolmeurne Kobuleti    | ?   | ?              | ? klubów                                   |
| 1958 |   |   | 5 | TTU Tbilisi            | Dinamo Kutaisi         | Kolmeurne Macharadze  | ?   | ?              | ? klubów                                   |
| 1959 |   |   | 1 | Metalurgi Rustawi      | Dinamo Batumi          | Kolmeurne Lanczchuti  | ?   | ?              | ? klubów                                   |
| 1960 |   |   | 1 | Imereti Kutaisi        | Guria Lanczchuti       | Meszachte Tkibuli     | ?   | ?              | ? klubów                                   |
| 1961 |   |   | 1 | Guria Lanczchuti       | Lokomotiwi Samtredia   | Imereti Kutaisi       | ?   | ?              | ? klubów                                   |
| 1962 |   |   | 2 | Imereti Kutaisi        | Sinatle Tbilisi        | Meszachte Tkibuli     | ?   | ?              | ? klubów                                   |
| 1963 |   |   | 3 | Imereti Kutaisi        | SGHI Tbilisi           | Meszachte Tkibuli     | ?   | ?              | ? klubów                                   |
| 1964 |   |   | 1 | IngurGES Zugdidi       | Dila Gori              | Mercchali Macharadze  | ?   | ?              | ? klubów                                   |
| 1965 |   |   | 1 | Tolia Tbilisi          | Dila Gori              | Szukura Kobuleti      | ?   | ?              | ? klubów                                   |
| 1966 |   |   | 2 | Guria Lanczchuti       | Szukura Kobuleti       | Mercchali Macharadze  | ?   | ?              | ? klubów                                   |
| 1967 |   |   | 1 | Mercchali Macharadze   | Metalurgi Zestaponi    | Kolmeurne Calendżicha | ?   | ?              | ? klubów                                   |
| 1968 |   |   | 2 | ASK Tbilisi            | PISK Tbilisi           | Kolcheti Cchakaja     | ?   | ?              | ? klubów                                   |
| 1969 |   |   | 1 | Sulori Wani            | Sinatle Tbilisi        | Kolcheti Cchakaja     | ?   | ?              | ? klubów                                   |
| 1970 |   |   | 1 | PISK Tbilisi           | Metalurgi Zestaponi    | Lokomotiwi Samtredia  | ?   | ?              | ? klubów                                   |
| 1971 |   |   | 3 | Guria Lanczchuti       | Lokomotiwi Samtredia   | Sinatle Tbilisi       | ?   | ?              | ? klubów                                   |
| 1972 |   |   | 1 | Lokomotiwi Samtredia   | Meszachte Tkibuli      | Dinamo Zugdidi        | ?   | ?              | ? klubów                                   |
| 1973 |   |   | 2 | Dinamo Zugdidi         | Metalurgi Rustawi      | ASK Tbilisi           | ?   | ?              | ? klubów                                   |
| 1974 |   |   | 2 | Metalurgi Rustawi      | Magaroeli Cziatura     | Salchino Gegeczkori   | ?   | ?              | ? klubów                                   |
| 1975 |   |   | 1 | Magaroeli Cziatura     | Dinamo Suchumi         | Salchino Gegeczkori   | ?   | ?              | ? klubów                                   |
| 1976 |   |   | 1 | PISK Tbilisi           | Meszachte Tkibuli      | Nadikwari Telewi      | ?   | ?              | ? klubów                                   |
| 1977 |   |   | 1 | Mziuri Gali            | Magaroeli Cziatura     | Meszachte Tkibuli     | ?   | ?              | ? klubów                                   |
| 1978 |   |   | 1 | Kolcheti Poti          | Meszachte Tkibuli      | Metalurgi Rustawi     | ?   | ?              | ? klubów                                   |
| 1979 |   |   | 3 | Metalurgi Rustawi      | Mziuri Gali            | Meszachte Tkibuli     | ?   | ?              | ? klubów                                   |
| 1980 |   |   | 1 | Meszachte Tkibuli      | Sulori Wani            | Mziuri Gali           | ?   | ?              | ? klubów                                   |
| 1981 |   |   | 2 | Meszachte Tkibuli      | Dinamo Zugdidi         | Spartaki Tbilisi      | ?   | ?              | ? klubów                                   |
| 1982 |   |   | 2 | Mercchali Macharadze   | Metalurgi Zestaponi    | Sulori Wani           | ?   | ?              | ? klubów                                   |
| 1983 |   |   | 1 | Samgurali Ckaltubo     | Sulori Wani            | Metalurgi Rustawi     | ?   | ?              | ? klubów                                   |
| 1984 |   |   | 4 | Metalurgi Rustawi      | Sulori Wani            | Madneuli Bolnisi      | ?   | ?              | ? klubów                                   |
| 1985 |   |   | 2 | Szadrewani-83 Ckaltubo | Metalurgi Rustawi      | Szewardeni Tbilisi    | ?   | ?              | ? klubów                                   |
| 1986 |   |   | 1 | Szewardeni Tbilisi     | Szadrewani-83 Ckaltubo | Samegrelo Czchorocku  | ?   | ?              | ? klubów                                   |
| 1987 |   |   | 3 | Mercchali Macharadze   | Kolcheti Chobi         | Szewardeni Tbilisi    | ?   | ?              | ? klubów                                   |
| 1988 |   |   | 2 | Kolcheti Poti          | Sulori Wani            | Dinamo Zugdidi        | ?   | ?              | ? klubów                                   |
| 1989 |   |   | 3 | Szadrewani-83 Ckaltubo | Dinamo Zugdidi         | Amirami Oczamczyra    | ?   | ?              | ? klubów                                   |

Oficjalne

### Mistrzostwa Gruzji
| Sezon                               | K | K | T  | Mistrz              | Wicemistrz              | III miejsce         | Br. | Król strzelców                                                                   | Uwagi              |
| Umaglesi Liga (gruz. უმაღლესი ლიგა) |   |   |    |                     |                         |                     |     |                                                                                  |                    |
| 1990                                |   |   | 1  | Iberia Tbilisi      | Guria Lanczchuti        | Gorda Rustawi       | 23  | Gia Guruli (Iberia Tbilisi) Mamuka Panculaja (Gorda Rustawi)                     | 18 klubów          |
| 1991                                |   |   | 2  | Iberia Tbilisi      | Guria Lanczchuti        | FC Kutaisi          | 14  | Otar Korghalidze (Guria Lanczchuti)                                              | 20 klubów          |
| 1991/92                             |   |   | 3  | Dinamo Tbilisi      | Cchumi Suchumi          | Gorda Rustawi       | 40  | Otar Korghalidze (Guria Lanczchuti)                                              | 20 klubów          |
| 1992/93                             |   |   | 4  | Dinamo Tbilisi      | Szewardeni-1906 Tbilisi | Alazani Gurdżaani   | 41  | Merab Megreladze (Samgurali Ckaltubo)                                            | 17 klubów          |
| 1993/94                             |   |   | 5  | Dinamo Tbilisi      | Kolcheti 1913 Poti      | Torpedo Kutaisi     | 31  | Merab Megreladze (Margweti Zestaponi)                                            | 19 klubów, 2 rundy |
| 1994/95                             |   |   | 6  | Dinamo Tbilisi      | SK Samtredia            | Kolcheti 1913 Poti  | 26  | Giorgi Daraselia (Kolcheti 1913 Poti)                                            | 16 klubów          |
| 1995/96                             |   |   | 7  | Dinamo Tbilisi      | Margweti Zestaponi      | Kolcheti 1913 Poti  | 40  | Zwiad Endeladze (Margweti Zestaponi)                                             | 16 klubów          |
| 1996/97                             |   |   | 8  | Dinamo Tbilisi      | Kolcheti 1913 Poti      | Dinamo Batumi       | 26  | Georgi Demetradze (Dinamo Tbilisi) Dawit Udżmadżuridze (Dinamo Batumi)           | 16 klubów          |
| 1997/98                             |   |   | 9  | Dinamo Tbilisi      | Dinamo Batumi           | Kolcheti 1913 Poti  | 23  | Lewan Chomeriki (Dinamo Tbilisi)                                                 | 16 klubów          |
| 1998/99                             |   |   | 10 | Dinamo Tbilisi      | Torpedo Kutaisi         | Lokomotiwi Tbilisi  | 26  | Micheil Aszwetia (Kolcheti 1913 Poti)                                            | 16 klubów          |
| 1999/00                             |   |   | 1  | Torpedo Kutaisi     | WIT Georgia Tbilisi     | Dinamo Tbilisi      | 24  | Zurab Ionanidze (Torpedo Kutaisi)                                                | 16 klubów, 2 rundy |
| 2000/01                             |   |   | 2  | Torpedo Kutaisi     | Lokomotiwi Tbilisi      | Dinamo Tbilisi      | 21  | Zaza Zirakiszwili (Torpedo Kutaisi)                                              | 12 klubów, 2 rundy |
| 2001/02                             |   |   | 3  | Torpedo Kutaisi     | Lokomotiwi Tbilisi      | Dinamo Tbilisi      | 18  | Suliko Dawitaszwili (Lokomotiwi Tbilisi/Merani-91 Tbilisi)                       | 12 klubów, 2 rundy |
| 2002/03                             |   |   | 11 | Dinamo Tbilisi      | Torpedo Kutaisi         | WIT Georgia Tbilisi | 26  | Zurab Ionanidze (Torpedo Kutaisi)                                                | 12 klubów, 2 rundy |
| 2003/04                             |   |   | 1  | WIT Georgia Tbilisi | Sioni Bolnisi           | Dinamo Tbilisi      | 20  | Suliko Dawitaszwili (Torpedo Kutaisi)                                            | 12 klubów, 2 rundy |
| 2004/05                             |   |   | 12 | Dinamo Tbilisi      | Torpedo Kutaisi         | SK Tbilisi          | 27  | Levan Melkadze (Dinamo Tbilisi)                                                  | 10 klubów          |
| 2005/06                             |   |   | 1  | Sioni Bolnisi       | WIT Georgia Tbilisi     | Dinamo Tbilisi      | 21  | Dżaba Dwali (Dinamo Tbilisi)                                                     | 16 klubów          |
| 2006/07                             |   |   | 1  | Olimpi Rustawi      | Dinamo Tbilisi          | Ameri Tbilisi       | 27  | Sandro Iaszwili (Dinamo Tbilisi)                                                 | 14 klubów          |
| 2007/08                             |   |   | 13 | Dinamo Tbilisi      | WIT Georgia Tbilisi     | SK Zestaponi        | 16  | Micheil Chuciszwili (Dinamo Tbilisi)                                             | 14 klubów          |
| 2008/09                             |   |   | 2  | WIT Georgia Tbilisi | Dinamo Tbilisi          | Olimpi Rustawi      | 20  | Nikoloz Gelaszwili (SK Zestaponi)                                                | 11 klubów          |
| 2009/10                             |   |   | 2  | Olimpi Rustawi      | Dinamo Tbilisi          | SK Zestaponi        | 26  | Anderson Aquino (Olimpi Rustawi)                                                 | 10 klubów          |
| 2010/11                             |   |   | 1  | SK Zestaponi        | Dinamo Tbilisi          | Olimpi Rustawi      | 18  | Nikoloz Gelaszwili (SK Zestaponi)                                                | 10 klubów          |
| 2011/12                             |   |   | 2  | SK Zestaponi        | Metalurgi Rustawi       | Torpedo Kutaisi     | 20  | Jaba Dvali (SK Zestaponi)                                                        | 12 klubów, 2 rundy |
| 2012/13                             |   |   | 14 | Dinamo Tbilisi      | Dila Gori               | Torpedo Kutaisi     | 22  | Xisco (Dinamo Tbilisi)                                                           | 12 klubów, 2 rundy |
| 2013/14                             |   |   | 15 | Dinamo Tbilisi      | SK Zestaponi            | Sioni Bolnisi       | 19  | Xisco (Dinamo Tbilisi)                                                           | 12 klubów, 2 rundy |
| 2014/15                             |   |   | 1  | Dila Gori           | Dinamo Batumi           | Dinamo Tbilisi      | 16  | Irakli Modebadze (Dila Gori)                                                     | 16 klubów          |
| 2015/16                             |   |   | 16 | Dinamo Tbilisi      | SK Samtredia            | Dila Gori           | 24  | Giorgi Kwilitaia (Dinamo Tbilisi)                                                | 16 klubów          |
| 2016                                |   |   | 1  | SK Samtredia        | Czichura Saczchere      | Dinamo Batumi       | 11  | Budu Ziwziwadze (SK Samtredia)                                                   | 14 klubów          |
| Erownuli Liga (gruz. ეროვნული ლიგა) |   |   |    |                     |                         |                     |     |                                                                                  |                    |
| 2017                                |   |   | 4  | Torpedo Kutaisi     | Dinamo Tbilisi          | SK Samtredia        | 25  | Irakli Sikharulidze (Lokomotiwi Tbilisi)                                         | 10 klubów          |
| 2018                                |   |   | 1  | Saburtalo Tbilisi   | Dinamo Tbilisi          | Torpedo Kutaisi     | 22  | Giorgi Gabedawa (Czichura Saczchere) Budu Ziwziwadze (Dinamo Tbilisi)            | 10 klubów          |
| 2019                                |   |   | 17 | Dinamo Tbilisi      | Dinamo Batumi           | Saburtalo Tbilisi   | 20  | Lewan Kutalia (Dinamo Tbilisi)                                                   | 10 klubów          |
| 2020                                |   |   | 18 | Dinamo Tbilisi      | Dinamo Batumi           | Dila Gori           | 10  | Mykoła Kowtaluk (Dila Gori)                                                      | 10 klubów          |
| 2021                                |   |   | 1  | Dinamo Batumi       | Dinamo Tbilisi          | Dila Gori           | 16  | Zoran Marušić (Dinamo Tbilisi)                                                   | 10 klubów          |
| 2022                                |   |   | 19 | Dinamo Tbilisi      | Dinamo Batumi           | Dila Gori           | 19  | Flamarion (Dinamo Batumi)                                                        | 10 klubów          |
| 2023                                |   |   | 2  | Dinamo Batumi       | Dinamo Tbilisi          | Torpedo Kutaisi     | 17  | Flamarion (Dinamo Batumi) Zoran Marušić (Dinamo Tbilisi) Zurab Museliani (Gagra) | 10 klubów          |
| 2024                                |   |   | 2  | Iberia 1999 Tbilisi | Torpedo Kutaisi         | Dila Gori           | 23  | Bjørn Maars Johnsen (Torpedo Kutaisi)                                            | 10 klubów          |

## Statystyka

### Klasyfikacja według klubów
W dotychczasowej historii Mistrzostw Gruzji na podium oficjalnie stawało w sumie 19 drużyn. Liderem klasyfikacji jest Dinamo Tbilisi, który zdobył 18 tytułów mistrzowskich.
Stan po zakończeniu sezonu 2024.
| Lp. | Klub                    | Miejsca na podium | Miejsca na podium | Miejsca na podium | Zwycięskie sezony               |   |   | |
| --- | ----------------------- | ----------------- | ----------------- | ----------------- | ------------------------------- | - | - | --- |
| Lp. | Klub                    | 1.                | Dinamo Tbilisi    | 19                | Zwycięskie sezony               | 8 | 6 | 1990, 1991, 1991/92, 1992/93, 1993/94, 1994/95, 1995/96, 1996/97, 1997/98, 1998/99, 2002/03, 2004/05, 2007/08, 2012/13, 2013/14, 2015/16, 2019, 2020, 2022 |
| 2.  | Torpedo Kutaisi         | 4                 | 4                 | 6                 | 1999/00, 2000/01, 2001/02, 2017 |   |   | |
| 3.  | Dinamo Batumi           | 2                 | 4                 | 1                 | 2021, 2023                      |   |   | |
| 4.  | WIT Georgia Tbilisi     | 2                 | 3                 | 1                 | 2003/04, 2008/09                |   |   | |
| 5.  | Metalurgi Rustawi       | 2                 | 1                 | 4                 | 2006/07, 2009/10                |   |   | |
| 6.  | SK Zestaponi            | 2                 | 1                 | 1                 | 2010/11, 2011/12                |   |   | |
| 7.  | Iberia 1999 Tbilisi     | 2                 | 0                 | 1                 | 2018, 2024                      |   |   | |
| 8.  | Dila Gori               | 1                 | 1                 | 4                 | 2014/15                         |   |   | |
| 9.  | Sioni Bolnisi           | 1                 | 1                 | 1                 | 2005/06                         |   |   | |
| 10. | SK Samtredia            | 1                 | 1                 | 0                 | 2016                            |   |   | |
| 11. | Kolcheti 1913 Poti      | 0                 | 2                 | 3                 |                                 |   |   | |
| 12. | Lokomotiwi Tbilisi      | 0                 | 2                 | 1                 |                                 |   |   | |
| 13. | Guria Lanczchuti        | 0                 | 2                 | 0                 |                                 |   |   | |
| 14. | Cchumi Suchumi          | 0                 | 1                 | 0                 |                                 |   |   | |
| 14. | Margweti Zestaponi      | 0                 | 1                 | 0                 |                                 |   |   | |
| 14. | Szewardeni-1906 Tbilisi | 0                 | 1                 | 0                 |                                 |   |   | |
| 17. | Alazani Gurdżaani       | 0                 | 0                 | 1                 |                                 |   |   | |
| 17. | Ameri Tbilisi           | 0                 | 0                 | 1                 |                                 |   |   | |
| 17. | SK Tbilisi              | 0                 | 0                 | 1                 |                                 |   |   | |

### Klasyfikacja według miast
Stan po zakończeniu sezonu 2024.
| Miasto    | Liczba tytułów | Kluby                                                                 |
| --------- | -------------- | --------------------------------------------------------------------- |
| Tbilisi   | 23             | Dinamo Tbilisi (19), WIT Georgia Tbilisi (2), Iberia 1999 Tbilisi (2) |
| Kutaisi   | 4              | Torpedo Kutaisi (4)                                                   |
| Batumi    | 2              | Dinamo Batumi (2)                                                     |
| Rustawi   | 2              | Metalurgi Rustawi (2)                                                 |
| Zestaponi | 2              | SK Zestaponi (2)                                                      |
| Bolnisi   | 1              | Sioni Bolnisi (1)                                                     |
| Gori      | 1              | Dila Gori (1)                                                         |
| Samtredia | 1              | SK Samtredia (1)                                                      |

## Uczestnicy
Są 49 zespołów, które wzięli udział w 37 sezonach Mistrzostw Gruzji, które były prowadzone od 1992 aż do sezonu 2025 łącznie. Tylko Dinamo Tbilisi było zawsze obecne w każdej edycji.
Pogrubione zespoły biorące udział w sezonie 2025.
- 37 razy: Dinamo Tbilisi
- 34 razy: Torpedo Kutaisi
- 33 razy: Dila Gori
- 31 razy: Dinamo Batumi
- 27 razy: Kolcheti Poti
- 25 razy: Metalurgi Rustawi, Sioni Bolnisi
- 22 razy: SK Samtredia
- 21 razy: Baia Zugdidi, Lokomotiwi Tbilisi
- 19 razy: WIT Georgia Tbilisi
- 16 razy: Samgurali Ckaltubo
- 15 razy: Guria Lanczchuti
- 12 razy: TSU Tbilisi
- 11 razy: Iberia 1999[a], SK Zestaponi
- 10 razy: Czichura Saczchere, Merani Tbilisi, Spartaki Cchinwali
- 8 razy: Margweti Zestaponi
- 7 razy: FC Gagra, Iweria Chaszuri, Kacheti Telawi, Szukura Kobuleti
- 6 razy: SK Telawi
- 5 razy: Merani Martwili
- 4 razy: Alazani Gurdżaani, SK Bordżomi, Cchumi Suchumi, Kolcheti Chobi, Mercchali Ozurgeti, SK Tbilisi
- 3 razy: Ameri Tbilisi, Amiran Oczamczyra, Mretebi Tbilisi, Mziuri Gali, Sapownela Terdżola
- 2 razy: Arsenali Tbilisi, SK Cziatura, Durudżi Kwareli, Mescheti Achalciche, Metalurgi Zestaponi, Sulori Wani
- 1 raz: Dinamo Suchumi, Egrisi Senaki, Garedżi Sagaredżo, Liachwi Cchinwali, SK Mccheta, Milani Cnori, Spartaki Tbilisi.